# Smyrnium galaticum
Smyrnium galaticum är en flockblommig växtart som beskrevs av Hanna Czeczott. Smyrnium galaticum ingår i släktet vinglokor, och familjen flockblommiga växter. Inga underarter finns listade i Catalogue of Life.